# Coupe du Danemark de football 2021-2022
Navigation
Édition précédente Édition suivante
La coupe du Danemark de football 2021-2022 est la 68e édition de la coupe du Danemark de football, organisée par la Fédération danoise de football. Elle prend place du 3 août 2021 au 26 mai 2022. Elle voit le FC Midtjylland remporter la compétition pour la deuxième fois de son histoire.

## Format
92 équipes participent au premier tour, venant de tous les niveaux de compétition. Six équipes supplémentaires se joindront au deuxième tour, tandis que les six meilleures équipes de la Superliga danoise 2020-2021 entreront au troisième tour.

### Quarts de finale Aller
| Date et lieu                       | Équipe 1         | Score | Équipe 2            | Affluence |
| ---------------------------------- | ---------------- | ----- | ------------------- | --------- |
| 4 décembre 2021 Vejle Stadium      | Vejle BK (D1)    | 5 - 1 | (D3) Kolding IF     | 2,718     |
| 5 décembre 2021 Sydbank Park       | SønderjyskE (D1) | 1 - 0 | (D2) Hvidovre IF    | 1,603     |
| 5 décembre 2021 Brøndby Stadion    | Brøndby IF (D1)  | 0-2   | (D1) FC Midtjylland | 15,429    |
| 5 décembre 2021 AutoC Park Randers | Randers FC (D1)  | 0 - 2 | (D1) Odense BK      | 3,733     |

### Quarts de finale Retour
| Date et lieu                         | Équipe 1            | Score                  | Équipe 2         | Affluence |
| ------------------------------------ | ------------------- | ---------------------- | ---------------- | --------- |
| 10 décembre 2021 Hvidovre Stadium    | Hvidovre IF (D2)    | 3 - 2 3 - 4 (t. a. b.) | (D1) SønderjyskE | 1,837     |
| 11 décembre 2021 Kolding Stadium     | Kolding IF (D3)     | 2 - 1                  | (D1) Vejle BK    | 2,083     |
| 12 décembre 2021 MCH Arena           | FC Midtjylland (D1) | 1-2                    | (D1) Brøndby IF  | 9,140     |
| 12 décembre 2021 Odense Stadium (en) | Odense BK (D1)      | 1 - 2                  | (D1) Randers FC  | 7,260     |

### Demi-finales Aller
| Date et lieu                | Équipe 1         | Score | Équipe 2            | Affluence |
| --------------------------- | ---------------- | ----- | ------------------- | --------- |
| 27 avril 2022 Sydbank Park  | SønderjyskE (D1) | 1 - 2 | (D1) Odense BK      | 3,772     |
| 28 avril 2022 Vejle Stadium | Vejle BK (D1)    | 0 - 1 | (D1) FC Midtjylland | 5,715     |

### Demi-finales Retour
| Date et lieu                   | Équipe 1            | Score | Équipe 2         | Affluence |
| ------------------------------ | ------------------- | ----- | ---------------- | --------- |
| 4 mai 2022 MCH Arena           | FC Midtjylland (D1) | 3 - 1 | (D1) Vejle BK    | 7,498     |
| 5 mai 2022 Odense Stadium (en) | Odense BK (D1)      | 3 - 0 | (D1) SønderjyskE | 12,295    |

### Finale
| Date et lieu                           | Équipe 1       | Score                  | Équipe 2            | Affluence |
| -------------------------------------- | -------------- | ---------------------- | ------------------- | --------- |
| 26 mai 2022 Brøndby Stadion (Danemark) | Odense BK (D1) | 0 - 0 3 - 4 (t. a. b.) | (D1) FC Midtjylland | 23, 328   |